# 4813 Terebizh
4813 Terebizh (1977 RR7) là một tiểu hành tinh vành đai chính được phát hiện ngày 11 tháng 9 năm 1977 bởi N. S. Chernykh ở Nauchnyj.